# گوزن-نوی تسیتاو
گوزن-نوی تسیتاو (به آلمانی: Gosen-Neu Zittau) یک شهر در آلمان است که در اودر-اشپری واقع شده‌است. گوزن-نوی تسیتاو ۲٬۷۳۸ نفر جمعیت دارد.